# Evolução territorial das possessões dos Habsburgos

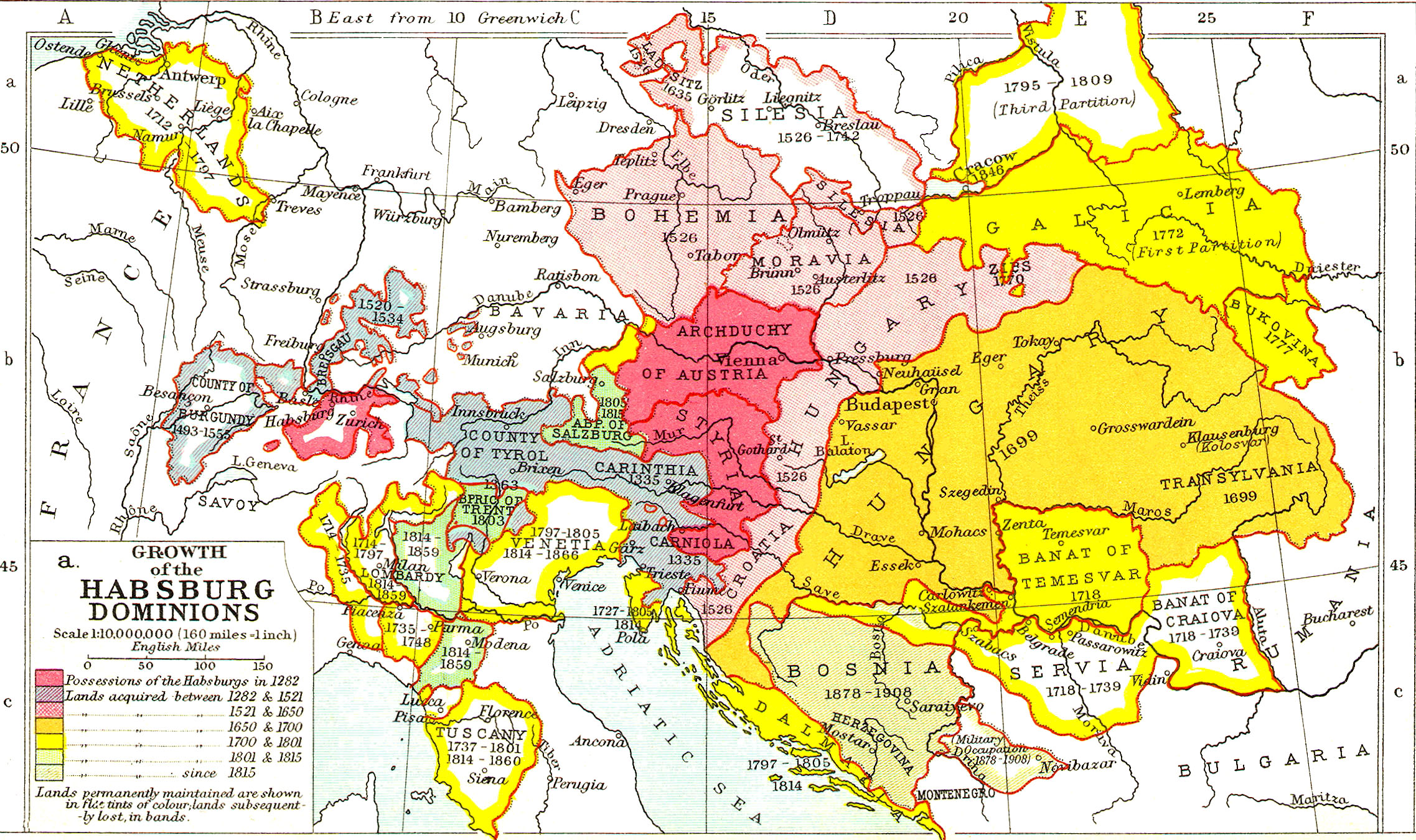
Evolução Territorial dos domínios austríacos dos Habsburgos entre 1282 até 1918.

Este artigo analisa a evolução das possessões territoriais dos Habsburgos, desde as origens da dinastia até o fim da Áustria-Hungria em 1918.

## Geral
A família Habsburgo é originária do castelo dos Habsburgos, atualmente na Suíça. Em 1278, a família torna-se soberana em terras localizadas na atual Áustria. Pelo casamento e pela conquista, os Habsburgos encontram ao longo dos séculos à frente de uma ampla gama de territórios localizados principalmente na Europa Central. A casa fornece todos os imperadores do Sacro Império entre 1452 e 1740.
Seja qual for a época, nunca os Habsburgos formam um país unificado, cada província é governada por suas próprias tradições. Além disso, até meados do século XVII, eles não são necessariamente regidos pela mesma família. A partir desse momento, os Habsburgos vão se movendo no sentido cada vez mais centralizados, levando à formação do Império Austríaco em 1804 que culminou, após as revoluções de 1848. O abandono desta política dá origem a Áustria-Hungria em 1867. Os vários problemas étnicos do Império Habsburgo levou ao colapso do Império Austro-Húngaro após a derrota na Primeira Guerra Mundial, a abdicação da dinastia e da dispersão dos seus bens entre os vários Estados.
Alguns membros da dinastia Habsburgo governou várias vezes em outras jurisdições, sem necessariamente torná-las uma posse da casa. O ramo mais antigo governou a Espanha e suas possessões ultramarinas entre 1516-1700. Um mais novo ramo reina na Toscana entre 1765-1801 e 1814-1859 e durante o seu exílio, reina sobre Salzburgo entre 1803-1805 e Würzburgo entre 1805-1814. Outro ramo governou a Áustria anterior entre 1803-1805 e Modena entre 1814-1859, enquanto Marie-Louise, segunda esposa de Napoleão I e filha do imperador austríaco Francisco, é Duquesa de Parma, entre 1814 e 1847. Além disso, o Segundo Império Mexicano é conduzido entre 1863 e 1867 por Maximiliano, irmão de Francisco José I da Áustria.

## Cronologia

### Origem: Suíça para a Áustria
- 1108

Documentada pela primeira vez o uso do nome da dinastia dos Habsburgos  ·  · .

Mapa da região, hoje correspondente a Suíça, em 1200. Os domínios dos Habsburgos são mostrados em violeta.

- século XI - século XIII

Os Habsburgos governam o castelo dos Habsburgos, em redutos dos ducados da Suábia e da Borgonha atualmente localizados no cantão de Aargau na Suíça.
- 1273

Rodolfo IV de Habsburgo torna-se rei dos romanos, ou seja, imperador do Sacro Império Romano, sob o nome de Rodolfo I.
- 26 de agosto de 1278

Rodolfo I derrotou Otacar II da Boêmia, na Batalha de Marchfeld, tendo o crédito para as possessões austríacas deste último: Áustria e Estíria. Esses territórios, a forma hereditária, portanto, o coração dos domínios dos Habsburgos.
- século XIV - século XV

Revoltas na Suíça gradualmente conduzem à perda de praticamente todos os territórios dos Habsburgos localizados na atual Suíça.
- 1335

O Imperador Luís IV concedeu o ducado da Caríntia e Carniola aos Habsburgos até a morte de Henrique, duque da Caríntia.
- 1369

Com a morte de Margarete Maultasch, no Condado de Tirol é incluído na herança dos Habsburgos.
- 1415

No contexto do Grande Cisma do Ocidente, Frederico IV da Áustria é rejeitado pelo Império. A pedido do Imperador Sigismundo, a Confederação Suíça invadiu e anexou territórios da Áustria anterior. Os Habsburgos perderam Argóvia e Ämter Freie.
- 22 de setembro de 1499

O Tratado de Basileia consagra a independência da Confederação Helvética, é vis-à-vis dos Habsburgos.

### Monarquia universal

#### O legado de Carlos V
- 16 de agosto de 1477: Do seu casamento com Maria de Borgonha, Maximiliano adquiriu os Países Baixos Borgonheses e  o condado da Borgonha.
- 1516: Carlos V, neto de Maximiliano I, herdou o reino de Castela com suas possessões na América, as Filipinas e o Reino de Aragão com suas possessões na Itália (Reino de Nápoles e Reino da Sicília).
- 1519: Carlos V é eleito imperador do Sacro Império Romano e está em posição de impor as mãos sobreMilão.

#### Os primórdios de um novo ramo da Casa da Áustria
- 21 de abril de 1521: Carlos V atribui ao seu irmão Fernando de Habsburgo possessões austríacas.
- 1526: Depois da morte de Luís II da Hungria na Batalha de Mohács, Fernando I, foi eleito Rei da Boêmia (23 de outubro), e rei da Hungria (17 de Dezembro). Na verdade, a Hungria é dividida em três: Fernando reinando à margem ocidental do país, o seu rival ao trono João Zápolya na Transilvânia e os otomanos ocuparam o resto do país.

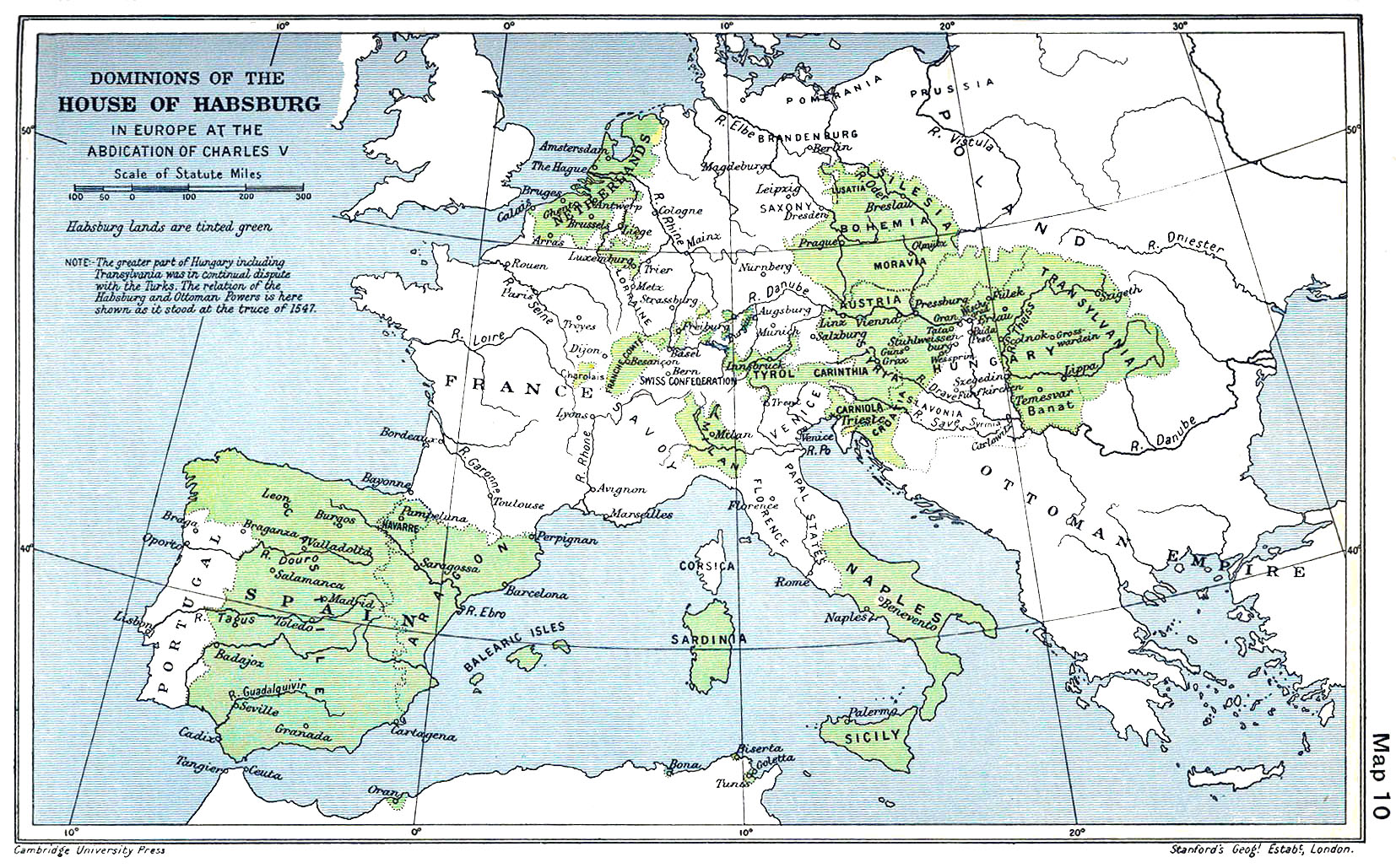
Os domínios dos Habsburgos em 1547 após a Batalha de Mühlberg.

- 1555: Após a abdicação de Carlos V, as possessões dos Habsburgos são divididas entre duas divisões: os Habsburgos da Áustria, representado por seu irmão Fernando I, e os Habsburgos da Espanha, representado pelo seu filho Filipe II.
- 1580: Filipe II, herdou o reino de Portugal e suas colônias, especialmente o Brasil.
- 1635: Como parte de uma política intervencionista na Alemanha, a Casa da Áustria cede pelo Tratado de Praga a Lusácia ao eleitorado da Saxônia.
- 1640: a independência de Portugal, marca o início do declínio do ramo mais velho dos Habsburgos, que acabará por deixar o Reino de Espanha e o resto do seu império para um novo ramo dos Bourbon, depois de Filipe V de Espanha.
- 1648: Pela Paz de Vestfália, a casa da Áustria cede a Alta Alsácia, na França e não estabelece a sua autoridade sobre os estados alemães.

### A unificação da Europa Central

#### A expansão para o leste
1699: Pelo Tratado de Karlowitz, o Império Otomano cedeu a maior parte da Hungria, a Transilvânia e Eslavônia para a Áustria. 

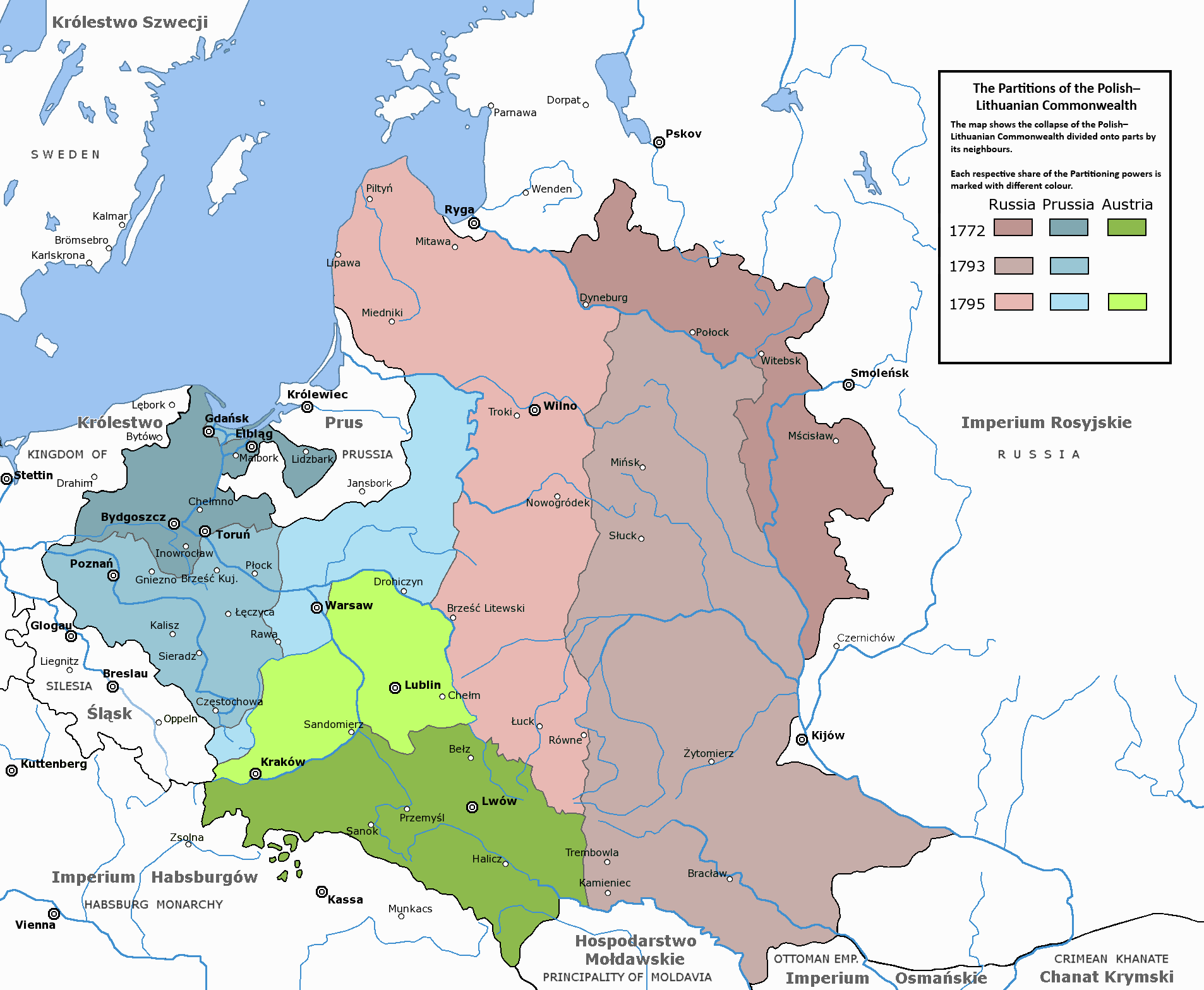
As Partições da Polônia.

- 1708: A Áustria anexou o ducado de Mântua, na Itália.
- 1714: Pelo Tratado de Rastatt, a Áustria recebeu os territórios espanhóis nos Países Baixos e Itália (Milão, Nápoles e Sardenha).
- 1718: Tratado de Passarowitz, a Áustria anexa Banato permanentemente e o Norte de Belgrado da Sérvia e uma parte do território da Bósnia ao sul do Sava e Oltenia, que deve voltar para a Turquia em 1739 (Tratado de Belgrado).
- 1718: Pelo Tratado de Londres, a Áustria cedeu a Sardenha a Savoia, e recebe a Sicília para restaurar o Reino das Duas Sicílias.
- 1737: Após a Guerra de Sucessão da Polônia, a Áustria perde as Duas Sicílias (Nápoles e a ilha da Sicília, conquistada por Carlos de Bourbon desde 1734), e parte de Milão. Obtem temporariamente o Ducado de Parma.
- 1742: Pelo Tratado de Breslau, Maria Theresa deve alienar a quase totalidade da Silésia a Frederico II da Prússia.
- 1748: Pelo Tratado de Aix-Chapelle-la (1748) toma o ducado de Parma para a Áustria, que renova a sua renúncia da Silésia.
- 1772: Por ocasião da primeira partição da Polônia, Maria Theresa obtêm a Pequena Polônia, a bacia sul do Rio Vístula e Podolia ocidental: esses territórios são organizados no reino de Galicia e Lodomeria com Lvov como capital.
- 1775: O Império Otomano cede Bucovina para a Áustria, em troca de sua neutralidade durante a Guerra Russo-Turca de 1768-1774.

#### Estabilização e partição do território
1779: o projeto de troca com a Holanda austríaca contra a Baviera, a Áustria adquire um distrito no Inn (Guerra de Sucessão da Baviera) 
- 1795: Na Terceira Partição da Polônia, venceu Francisco II obtendo o Sul da Galícia, com Cracóvia, que irá perder em 1809.
- 1797: Pelo Tratado de Campoformio, a Áustria renuncia aos Países Baixos austríacos e, finalmente, o Ducado de Milão até 1814, mas recebe em troca os territórios da República de Veneza (cidade de Veneza, Ístria e Dalmácia).
- 1801: a Áustria, recebe o enclave do território do bispado de Trento.
- 1805: No âmbito da reorganização dos territórios germânicos por Napoleão, a Áustria perdeu suas possessões espalhadas na Alemanha, principalmente o Freiburg im Breisgau, em benefício da Baviera, Baden e Württemberg (Tratado de Pressburg) e recebe contra o enclave da Arquidiocese de Salzburg.
- 1809: Pelo Tratado de Schönbrunn a Áustria cede até 1814 uma parte do Tirol e Salzburgo ao reino da Baviera, por outro lado, Veneza, Trieste e Dalmácia ao reino da Itália e da França (Províncias Ilírias).
- 1815: o Congresso de Viena, confirmou o restabelecimento da Áustria dentro de suas fronteiras antes da Revolução Francesa, mas despojou-a de outras suas posses com litoral (Véneto e Dalmácia).
- 16 de novembro de 1846: A Cidade Livre de Cracóvia, perde sua independência com a criação do Grão-Ducado de Cracóvia incorporada ao Império Austríaco.
- 11 de novembro de 1859: Pelo Tratado de Zurique, os Habsburgos cedem a Lombardia para o Reino de Sardenha.
- 1866: Os Habsburgos cedem Veneza ao Reino de Itália.
- 1878: Após o Congresso de Berlim, o exército austro-húngaro ocupa a Bósnia e Herzegovina e Sanjaco de Novi Pazar.
- 5 de outubro de 1908: A Monarquia Dual anexa a Bósnia e Herzegovina e retira-se de Sanjaco de Novi Pazar.
- 31 de outubro de 1918: a Áustria-Hungria é dissolvida após a Primeira Guerra Mundial, quando as partes do império começaram a proclamar a sua independência
- 10 de setembro de 1919: Pelo Tratado de Saint-Germain-en-Laye, e pelo Tratado de Trianon de 4 de junho de 1920 é aprovada a dissolução do Império Habsburgo e as posses da dinastia são distribuídas entre sete países: Áustria, Hungria, Itália, Polônia, Romênia, Tchecoslováquia e Iugoslávia.